# Tyttobrycon
Genre
Tyttobrycon est un genre de poissons téléostéens de la famille des Characidae et de l'ordre des Characiformes.

## Liste d'espèces
Selon FishBase (14 juin 2015):
- Tyttobrycon dorsimaculatus Géry, 1973
- Tyttobrycon hamatus Géry, 1973
- Tyttobrycon spinosus Géry, 1973
- Tyttobrycon xeruini Géry, 1973

### Note
- Tyttobrycon marajoara Marinho, Bastos & Menezes, 2013[2]